# Вільколаз-Третій
Вільколаз-Третій (пол. Wilkołaz Trzeci) — село в Польщі, у гміні Вільколаз Красницького повіту Люблінського воєводства.
Населення — 639 осіб (2011).
У 1975-1998 роках село належало до Люблінського воєводства.

## Демографія
Демографічна структура станом на 31 березня 2011 року:
|          | Загалом | Допрацездатний вік | Працездатний вік | Постпрацездатний вік |
| -------- | ------- | ------------------ | ---------------- | -------------------- |
| Чоловіки | 305     | 68                 | 208              | 29                   |
| Жінки    | 334     | 59                 | 198              | 77                   |
| Разом    | 639     | 127                | 406              | 106                  |